# Provinciale weg 237
De provinciale weg N237 loopt van de verkeerspleinen De Berekuil bij Utrecht naar de Stichtse Rotonde bij Amersfoort. Er zijn aansluitingen naar de N412 bij De Bilt, naar de N238 bij Huis ter Heide, naar de N413 bij Soesterberg en naar de N221 bij Amersfoort.
De weg was voor de ingebruikname van de autosnelweg A28 in oktober 1986 de voornaamste verbinding tussen Utrecht en Amersfoort. Een groot deel van de weg is dan ook ruim gedimensioneerd: twee rijbanen en twee rijstroken per rijbaan. Een deel van de weg (tussen Utrecht en Zeist-West) is voorzien van busbanen.

## Geschiedenis
Een deel van de weg is in de 17e eeuw aangelegd als grand projet van de stad Amersfoort en de Staten van Utrecht. De ontwerper is de architect Jacob van Campen, ook bekend van het Paleis op de Dam. Hij ontwierp deze Amersfoortseweg naar model van de Romeinse wegen zoals de Via Appia. De oorspronkelijke weg,  tussen Vollenhoven bij de De Bilt en de Stichtse Rotonde bij Amersfoort, is 11 kilometer lang en 60 meter breed. Pas in de 20e eeuw is deze breedte bij de aanleg van de autosnelwegen geëvenaard. Aan beide zijden van de weg werden grote percelen uitgegeven om daar buitenhuizen of landhuizen op te bouwen, wat overigens maar beperkt van de grond kwam, door de oorlogen waar de Noordelijke Nederlanden in de tweede helft van de zeventiende in verwikkeld raakte.
Tot ver in de 19e eeuw domineerden langs de Amersfoortseweg boerderijen, schaapskooien en schuren. In 1824 kreeg de weg een klinkerbestrating van 3 meter breed, met aan weerszijde een rij bomen. In 1914 was de weg verbreed tot 4 meter, en was er sprake van rijksweg 5, bekend als Nieuwe Amersfoortse Steenweg. Tussen 1879 en 1949 liep de Tramlijn Utrecht - Zeist langs het westelijk deel van de weg. In 1937 vond een ingrijpende verandering plaats. De weg van Utrecht naar Zeist werd flink verbreed en omgeleid om de oude dorpskern van de Bilt, en de aansluiting met de Amersfoortseweg kreeg een vierbaans rijweg, twee fietspaden en een voetpad.
Decennia lang is de weg het begin van de snelweg via Amersfoort naar het noorden van het land, maar het autoverkeer groeide exponentieel en de weg kon het verkeer al snel nauwelijks meer aan. Als in 1986 de nieuwe rijksweg A28 in gebruik genomen wordt, is de ooit als Wegh der Weegen begonnen weg gedegradeerd tot een soort van bijweg van de A28 die Utrecht met Amersfoort verbindt.

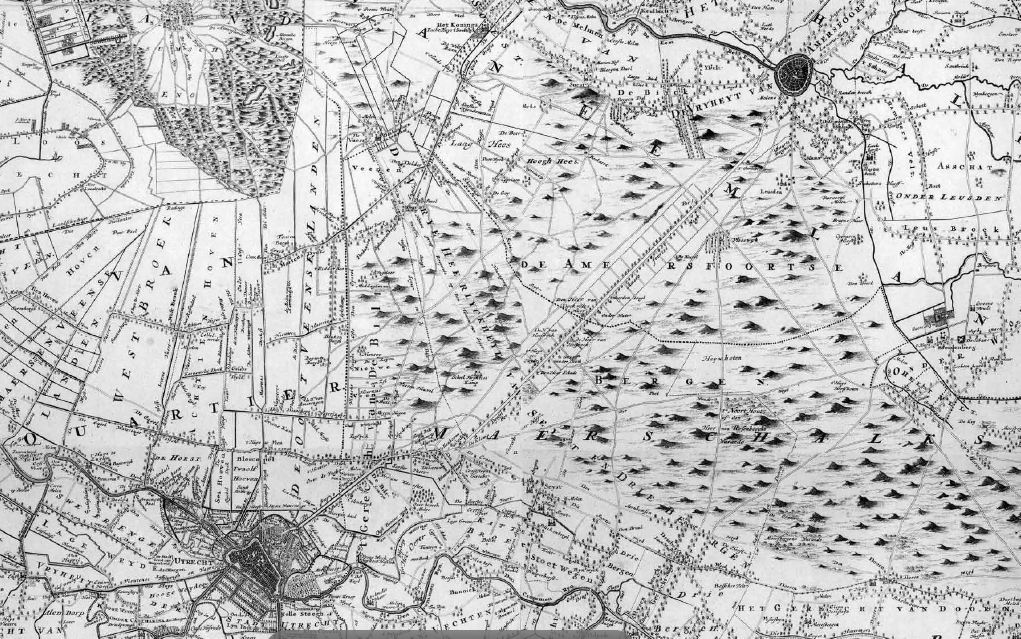
De Amersfoortseweg loopt sinds 1652 kaarsrecht over de heide tussen Amersfoort en Utrecht. Uitsnede uit Provinciekaart van Bernard de Roij uit 1696